# كاثرين بارك
كاثرين بارك (بالإنجليزية: Katharine Park)‏ هي مؤرخة أمريكية، ولدت في 24 يونيو 1950.